# Allium alekii
Allium alekii — вид рослин з родини амарилісових (Amaryllidaceae); поширений у Вірменії й північно-західному Ірані.

## Поширення
Поширений у Вірменії й північно-західному Ірані.